# Куммолово (усадьба)
Куммолово или мыза Куммолово — старинная усадьба, принадлежавшая в разное время русским дворянским родам — Герсдорфам, фон Веймарнам и Блюментростам. Расположена в Ломоносовском районе Ленинградской области, в одноимённой деревне Куммолово, ныне нежилой.
Усадебный комплекс является памятником архитектуры регионального значения.

## История

### До XIX века
Впервые село упоминается в Писцовой книге Водской пятины 1500 года. На карте Ингерманландии А. И. Бергенгейма, составленной по шведским материалам 1676 года, упомянуты мыза и деревня швед. Kumolowa.
На шведской «Генеральной карте провинции Ингерманландии» 1704 года, обозначена только мыза швед. Cumelovahof. Имение было пожаловано Петром I Ивану Лаврентьевичу Блюментросту, «е. и. в. архиатеру и президенту канцелярии медицинской и всего медицинского факультета», то есть управляющему всеми медицинскими делами Российской империи. Для своей усадьбы он выбрал возвышенное место у дороги, ведущей в Копорье. Усадьба была характерной для того времени и в ней преобладало утилитарное начало, подтверждением чему служат винокуренный завод, устроенный на берегу ручья Безымянного, и копаные пруды, в которых разводили форель. Окрестности усадьбы изобиловали речками и ручьями.
В 1756 году, после смерти Блюментроста, имение унаследовала его дочь Мария Ивановна. Её мужем был выходец из лифляндских дворян Фридрих-Иоганн фон Герсдорф. После смерти Фридриха-Иогранна имение перешло к его сыну Фёдору Герсдорфу, бригадиру, кавалеру Мальтийского ордена. Он был женат на Анне Карловне Кридинер. В 1807 году имение перешло к родственнику Анны Карловны, майору Павлу Андреевичу Кридинеру по закладной, но в 1812 году вновь вернулось к прежним хозяевам.

### XIX век
В 1820-е усадьба была перестроена под руководством архитектора Викентия Беретти. Центральным ядром усадьбы стал новый господский дом. Наряду с амбаром и конюшнями он образовывал парадный двор. Перед домом торжественный главный фасад оттеняли сад и цветник. Фасад дополнялся шестиколонной крытой галереей, охватывающей два этажа и завершённой треугольной крышей. Стены фасада на первом этаже были прорезаны широкими тройными окнами, разделёнными маленькими колоннами, и полуциркульными — на втором этаже.
Согласно 10-й ревизии 1856 года мызой владел Арист Фёдорович Герздорфу. Согласно материалам по статистике народного хозяйства Петергофского уезда 1887 года, мыза уже принадлежала тайному советнику Я. Я. Шмидту. Он её купил до 1868 года после смерти дочери-наследницы Ариста Фёдоровича. Винокуренный завод вместе с мызой новый хозяин сдавал в аренду.
По данным «Памятной книжки Санкт-Петербургской губернии» за 1905 год, имение принадлежало надворному советнику Константину Константиновичу фон Веймарну, директору канцелярии Министерства внутренних дел. Уже при новом хозяине имение было заложено в банке. Сохранилось описание Куммолово, где говорилось, что все усадебные сооружения находились в полной сохранности. Среди них: господский каменный двухэтажный дом, каменные конюшни с каретником, деревянный сарай, каменные рига, амбар, скотный двор, три жилых каменных одноэтажных дома, баня, кладовка и ледник, водяная мельница и винокуренный завод. Общая площадь усадьбы составляла около 8 гектаров.

### XX век
В начале 1918 года бывшие фронтовики Первой мировой войны и батраки организовывали в имении Куммолово первые сельскохозяйственные коммуны. В 1930-е бывшая усадьба попала в зону строительства объектов береговой обороны Ижорского укрепрайона. Сооружения усадьбы использовались военными авиационными частями, располагавшимися соседнем аэродроме Куммолово. Сам же аэродром был пунктом базирования тяжелой авиации.
С 1 августа 1941 года по 31 декабря 1943 года Куммолово находилось в оккупации.
После окончания войны в Куммолово продолжал базироваться авиаполк. Со временем для его нужд почти впритык к усадебному дому были построены четыре многоквартирных двухэтажных дома. После передислокации полка, в 1983 году эти строения получил Государственный оптический институт для устройства базы отдыха. В 1991 году база ГОИ переходит на баланс ФГУП НПП «Сигнал». Далее бывшая усадьба была заброшена. От советских времён на стенах усадебных построек сохранились выбитые по штукатурке лозунги: «Под знаменем и предводительством Ленина — вперёд к победе коммунизма!» и «Приказ начальника — закон для подчинённого».

## Современность
К началу XXI века на территории усадьбы находились в полуразрушенном состоянии: дом, гостиный комплекс (кавалерский корпус), хозяйственный корпус (бывшие конюшни) и парк.

## Галерея

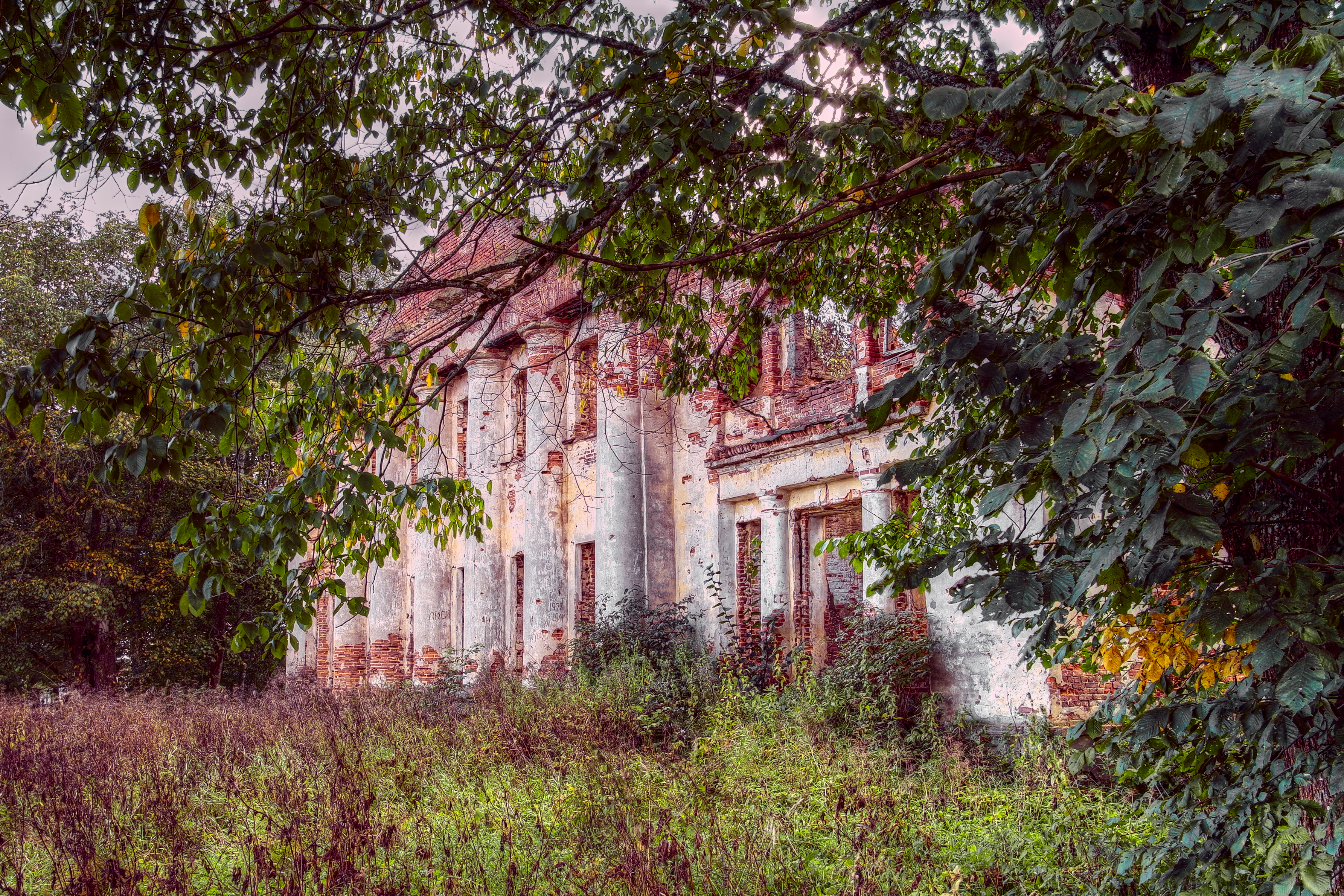
Усадебный дом Куммолово вид через листву
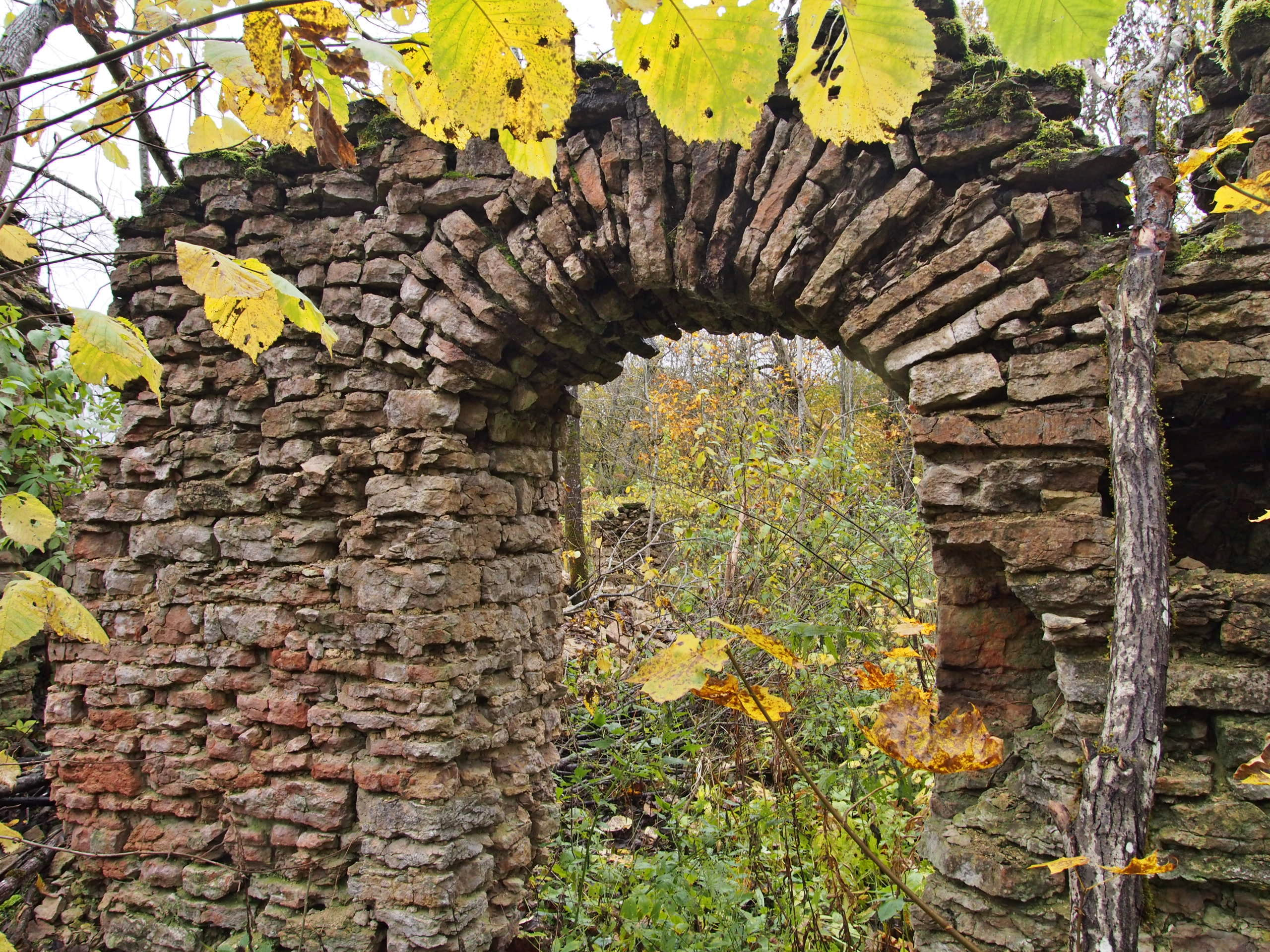
Руины Кавалерского корпуса
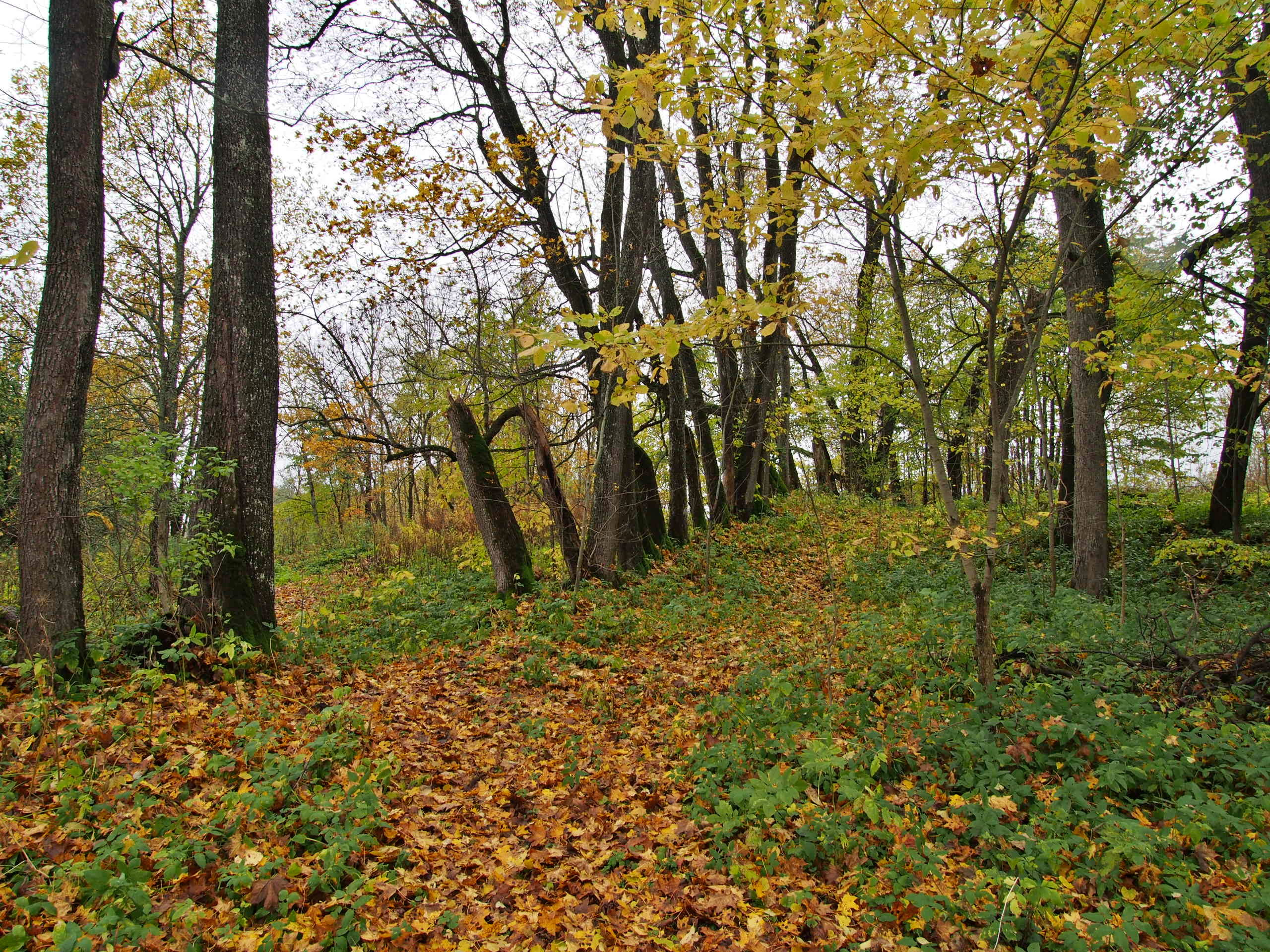
Парк с остатками аллеи
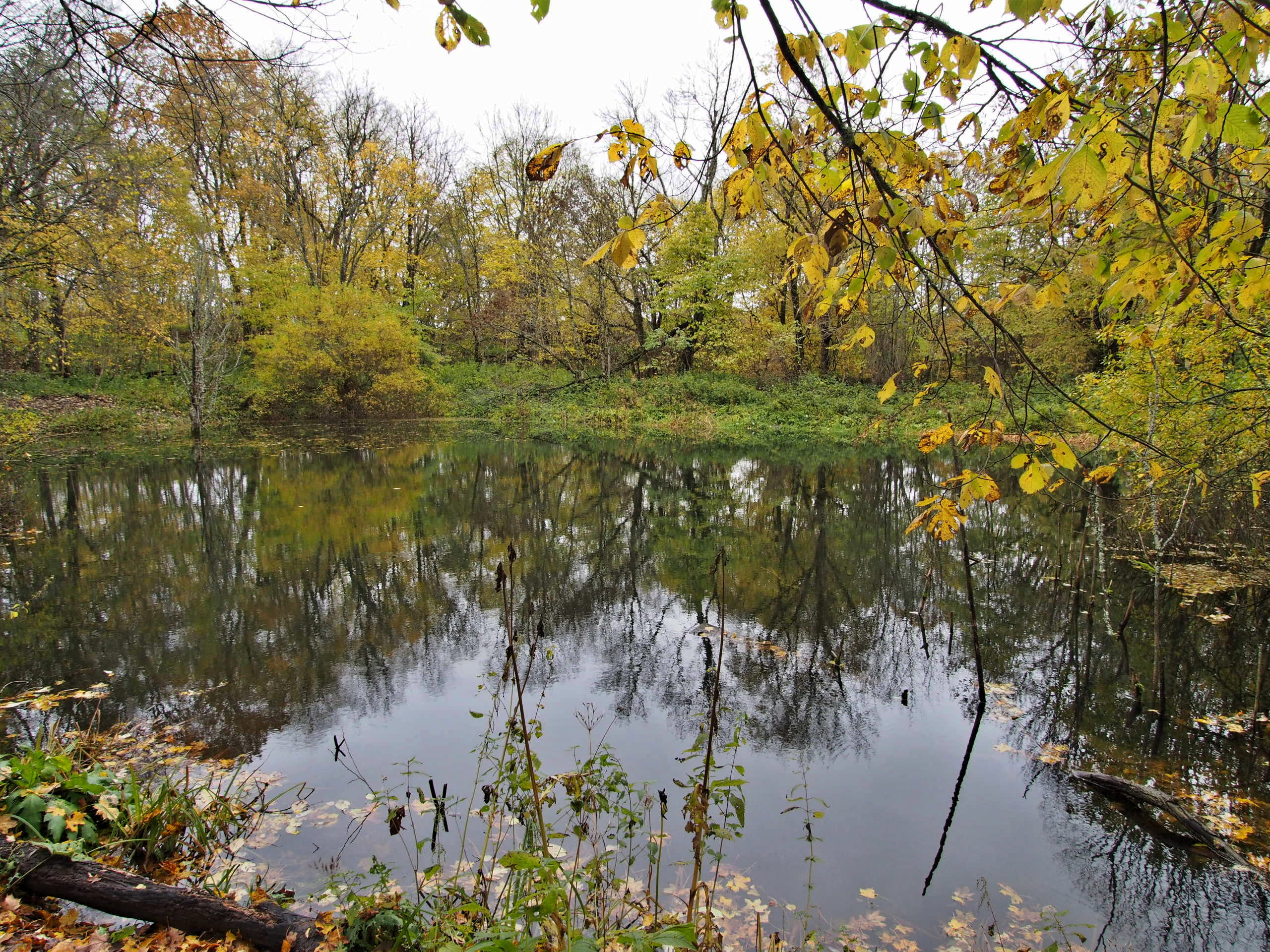
Парковый пруд